# Vandenbosprocedure
De VandenBosprocedure is een chirurgische ingreep voor een ingegroeide teennagel in een vergevorderd stadium.
Hierbij wordt vrijwel altijd lokale anesthesie gebruikt en een incisie gemaakt van ongeveer 1 bij 1,5 cm rondom de zijkant van de nagelrand. Een ingegroeide teennagel komt het meest voor bij de grote teen, dit door het dragen van te strak schoeisel of het verkeerd knippen van de teennagel.

## Afbeeldingen

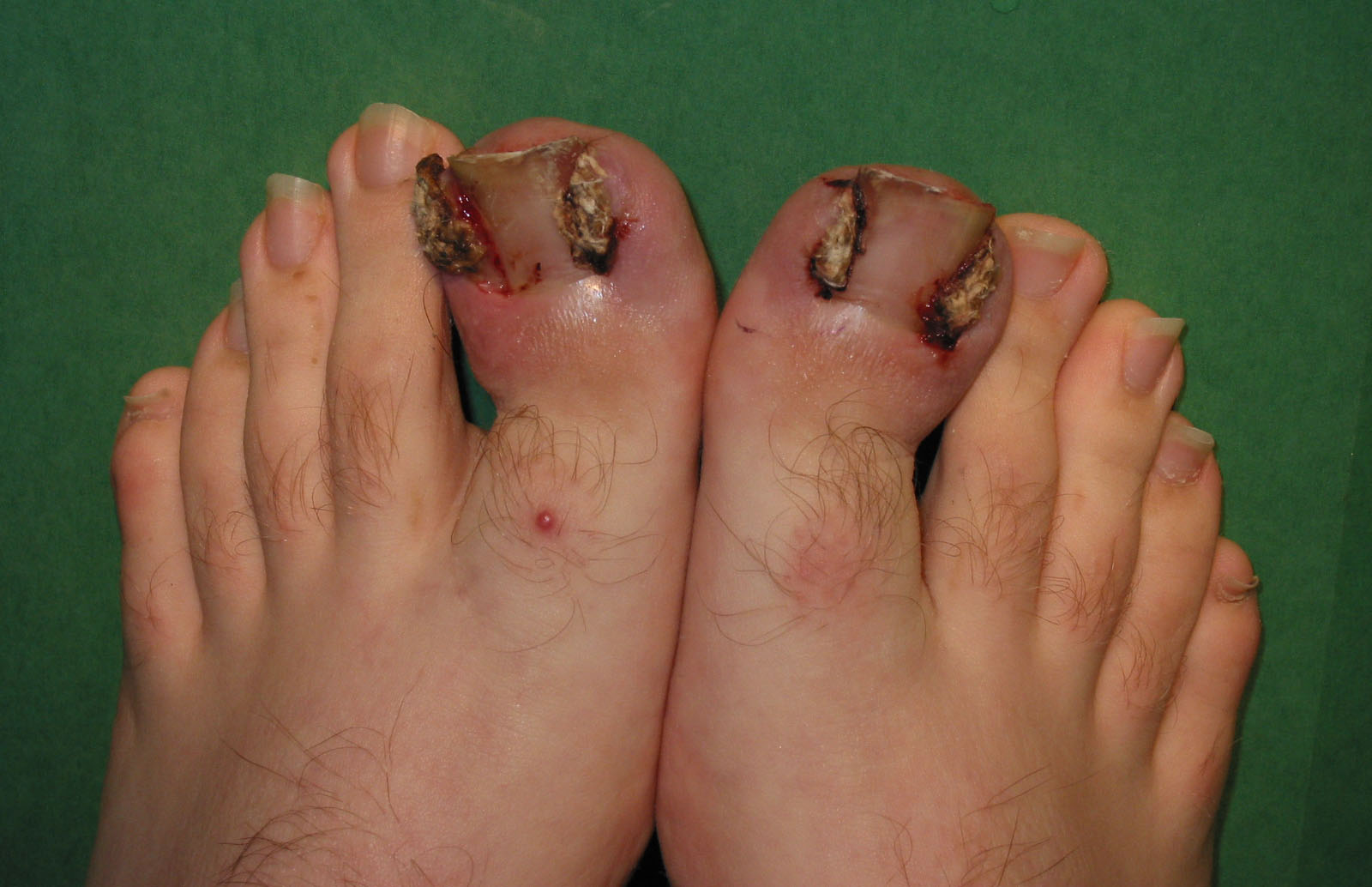
Ingegroeide teennagels vóór de ingreep
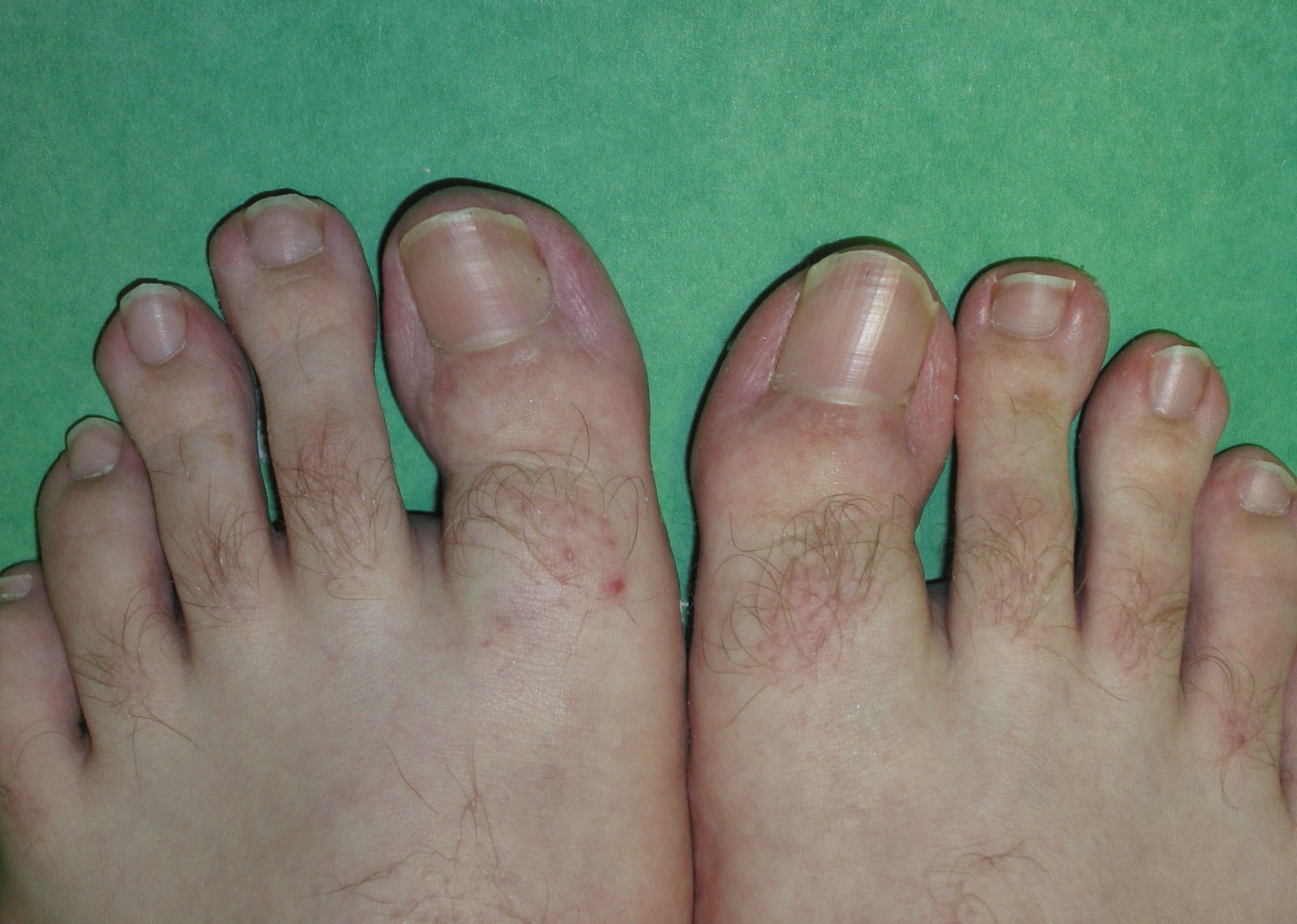
Nagels na de ingreep